# 2002年の日本プロ野球
2002年の日本プロ野球（2002ねんのにほんぷろやきゅう）では、2002年の日本プロ野球（NPB）における動向をまとめる。

## できごと

### 1月
- 1月7日 - 中日の二軍監督の島野育夫が阪神の一軍ヘッドコーチに就任するため名古屋市の球団事務所を訪れ球団社長の西川順之助に対し退団を申し入れ、了承される[1]。
- 1月11日 - 野球体育博物館は競技者表彰で山内一弘、鈴木啓示、福本豊、田宮謙次郎、特別表彰で元パ・リーグ会長の中沢不二雄、元ロサンゼルス・ドジャースの球団職員の生原昭宏、新世紀特別表彰で元サンフランシスコ・シールズ監督のフランク・オドール、歌人の正岡子規が殿堂入りしたと発表[2][3]。
- 1月15日 - 横浜ベイスターズは臨時取締役会を開き、マルハの所有する球団の株式（53.8%）を全てTBSと関連会社のビーエス・アイに譲渡することを全会一致で可決。日本野球機構に筆頭株主の変更を申請[4]。
- 1月17日 - パ・リーグのオーナー懇談会が赤坂プリンスホテルにて開かれ、ダイエーのオーナーの中内㓛が球団の売却を否定[5]。
- 1月18日 - ダイエー本社は経営再建策「新再生三か年計画」を発表、ダイエー・ホークスについて売却を見送ることが正式に決定[6]。
- 1月19日 - 広島東洋カープが新ユニホームを発表
- 1月22日 - プロ野球実行委員会が開かれ、横浜ベイスターズの筆頭株主のマルハが所有する全株式をTBSとその関連会社のビーエス・アイに売却することを全会一致で承認[7]。
- 1月24日 - 近鉄は前日本ハムのナイジェル・ウィルソンの入団を正式に決定[8]。
- 1月26日 - 日本プロ野球オーナー会議が帝国ホテルで開かれ、野球協約第36条の6で規定されている「加盟料30億円」について「存続」「撤廃」「減額」のいずれかを挙手で意見を求めたところ近鉄、オリックス、ロッテ、日本ハムが「撤廃もしくは減額」、残る8球団が「存続」となり、変更はしないと全会一致で承認。また、横浜ベイスターズの筆頭株主のマルハが所有する全株式をTBSとビーエス・アイに売却することを全会一致で承認[9][10]。
- 1月31日 - 横浜は株主総会と取締役会を開き、TBS社長の砂原幸雄が球団のオーナーに就任する事を決定[11]。

### 3月
- 3月20日 - 北海道新聞が、日本ハムファイターズの2004年から保護地域（フランチャイズ）を北海道にした上での札幌ドームへの本拠地移転をスクープした
- 3月25日 - 読売ジャイアンツの内薗直樹と西武ライオンズの黒田哲史のトレードが成立したと巨人、西武両球団が発表[12]。
- 3月30日 - プロ野球セ・パ両リーグの公式戦が開幕[13]。

### 4月
- 4月6日
  - 阪神タイガースが神宮球場での対ヤクルト2回戦に3-1で勝ち、1938年の球団記録に並ぶ開幕7連勝[14]。
  - ダイエーはグリーンスタジアム神戸での対オリックス1回戦に10-3で勝ち、球団タイ記録に並ぶ開幕6連勝[15]。
- 4月7日 - ロッテは千葉マリンスタジアムでの対近鉄2回戦に3-7で敗れ、1967年の球団記録を更新する開幕7連敗[16]。
- 4月8日 - ダイエーの小久保裕紀が福岡ドームでの対近鉄1回戦の七回裏に5号本塁打を打ち、プロ通算200号本塁打を達成[17]。
- 4月12日 - ロッテはグリーンスタジアム神戸での対オリックス1回戦に1-4で敗れ、プロ野球史上4チーム目となる開幕10連敗を記録[18]。
- 4月14日 - ロッテはグリーンスタジアム神戸での対オリックス3回戦に4-1で勝ち、開幕からの連敗を11で止める[19]。
- 4月21日 - 大阪近鉄バファローズの五十嵐章人が大阪ドームでの対ダイエー6回戦に8番・二塁で先発出場し5回裏に1号2点本塁打を打ち、史上6人目となる全打順での本塁打[20]。
- 4月22日 - 近鉄のタフィー・ローズが東京ドームでの対日本ハム4回戦の一回表に9号本塁打を打ち、プロ野球通算200号本塁打を達成[21]。
- 4月28日 - ヤクルトの高津臣吾が甲子園球場での対阪神6回戦に登板し今季6セーブ目を挙げ、史上2人目となるプロ通算200セーブを達成[22]。
- 4月29日 - ダイエーのロドニー・ペドラザが千葉マリンスタジアムでの対ロッテ4回戦に登板し4セーブ目を挙げ、プロ野球通算100セーブを達成[23]。

### 5月
- 5月3日 - ロッテの喜多隆志が千葉マリンスタジアムでの対西武5回戦の10回裏無死満塁の場面でサヨナラ適時打を打ち、新人ではパ・リーグ史上初の2試合連続サヨナラ打を記録[24]。
- 5月4日
  - ヤクルトの古田敦也が神宮球場での対中日6回戦に出場し、プロ通算1500試合出場を達成[25]。
  - 日本ハムの小笠原道大が東京ドームでの対ダイエー7回戦の2回裏二死一、三塁の場面で11号3点本塁打を打ち、プロ通算100号本塁打を達成[26]。
  - 西武の西口文也が千葉マリンスタジアムでの対ロッテ6回戦の二回裏に初芝清から三振を奪い、プロ通算1000奪三振を達成[27]。
- 5月6日
  - オリックスのフェルナンド・セギノールがグリーンスタジアム神戸での対ロッテ7回戦の一回裏に左打席で12号3点本塁打、三回裏に右打席で13号2点本塁打。プロ野球史上初の2試合連続左右両打席本塁打を記録[28]。
  - ダイエーの城島健司が福岡ドームでの対近鉄7回戦の六回裏に8号2点本塁打を打ち、プロ通算100号本塁打を達成[29]。
- 5月7日 - 巨人の武田一浩がナゴヤドームでの対中日7回戦に先発して今季1勝目を挙げ、史上3人目の全球団勝利を達成[30]。
- 5月11日 - 西武の松井稼頭央が西武ドームでの対オリックス7回戦の10回裏に6号サヨナラ2点本塁打を打ち、プロ野球史上7人目の2試合連続サヨナラ本塁打を記録[31]。
- 5月14日 - 日本プロ野球史上初の台湾での公式戦となるダイエー対オリックス6回戦が台北市の天母球場で行われ、5対4でダイエーが勝利。アメリカ占領下時の沖縄県での試合を除き、日本以外の国で試合が行われたのは1940年の満州国での試合以来62年ぶり[32]。
- 5月15日 - 西武の松井稼頭央が西武ドームでの対8回戦に出場し、パ・リーグ新記録となる889試合連続出場を達成[33]。
- 5月22日 - 巨人の武田一浩が甲子園球場での対阪神9回戦でデリック・ホワイトから三振を奪い、プロ通算1000奪三振を達成[34]。
- 5月24日 - 西武の橋本武広と阪神のトム・エバンスのトレードが成立したと西武、阪神両球団が発表[35]。
- 5月28日 - 読売新聞社が臨時株主総会を開き、持ち株会社「読売新聞グループ本社」を軸に「読売新聞東京本社」「読売新聞大阪本社」「読売新聞西部本社」「中央公論新社」「読売巨人軍」の中核5社に再編成することを正式に決定。巨人はこれに伴い、7月1日付で会社名を「東京読売巨人軍」から「株式会社読売巨人軍」に名義変更し、球団社長に読売新聞社専務取締役編集主幹の堀川吉則が就任すると発表[36]。
- 5月29日 - 近鉄の中村紀洋が大阪ドームでの対ロッテ10回戦の五回裏に19号3点本塁打を打ち、プロ通算1000本安打を達成[37]。

### 6月
- 6月8日 - 西武の伊東勤が西武ドームでの対ロッテ10回戦の六回裏無死一塁の場面で犠打を決め、プロ通算300犠打を達成[38]。
- 6月10日 - 元大洋ホエールズの近藤和彦が多臓器不全で死去。66歳[39]。
- 6月12日 - 中日のレオ・ゴメスがナゴヤドームでの対阪神12回戦の六回裏に13号本塁打を打ち、プロ野球通算150号本塁打を達成[40]。
- 6月17日 - 西武のオーナーの堤義明と札幌ドーム社長で札幌市長の桂信雄が北海道北広島市のホテルにて会談し、堤は桂に対し、日本ハムが本拠地を札幌に移転することを容認すると伝える[41]。
- 6月18日 - パ・リーグは理事会を開き、日本ハムが本拠地を東京から札幌へ移転することを全会一致で容認[42]。
- 6月25日 - オリックスの戎信行とヤクルトの副島孔太の交換トレードが成立したとオリックス、ヤクルト両球団が発表[43]。
- 6月26日 - 中日は元キューバ代表のオマール・リナレスが入団したと発表[44]。

### 7月
- 7月3日 - 巨人の清原和博が東京ドームでの対中日13回戦の三回裏に8号本塁打を打ち、プロ通算450号本塁打を達成[45]。
- 7月4日 - プロ野球実行委員会が開かれ、2004年に日本ハムが本拠地を東京ドームから札幌ドームへ移転することを全会一致で承認[46]。
- 7月6日 - 西武の伊東勤が札幌ドームでの対近鉄12回戦の六回裏に5号3点本塁打を打ち、プロ通算150号本塁打を達成[47]。
- 7月9日
  - オーナー会議が都内のホテルで開かれ、野球協約に関し、球団の保有者を明らかにするため球団の株主構成をコミッショナーに届け出る規定を設ける事、球団の経営権の移転に関する条文を合併、経営権の譲渡などのあらゆる形に対応する改正案を全会一致で可決。また、日本ハムが本拠地を東京から札幌へ移転することを全会一致で承認[48]。
  - 広島市民球場での広島対巨人15回戦で、松井秀喜が九回表に18号本塁打を打ち、プロ通算300号本塁打を達成[49]。巨人の工藤公康が2打席2三振を記録し、セ・リーグタイ記録の79打席無安打となる[50]。
- 7月10日 - 広島のオーナーの松田耕平が午後4時51分、胃がんのため死去。80歳[51]。
- 7月15日
  - オリックスはメジャー・リーグのドラフト会議でシンシナチ・レッズから1巡目指名を受けたマーク・シュメラックの入団テストを行うと発表[52]。
  - 広島は、10日に死去したオーナーの松田耕平の後任に球団常務の松田元が就任すると発表[53]。
- 7月17日 - 近鉄の大塚晶文が大阪ドームでの対オリックス14回戦で2セーブ目を挙げ、プロ通算100セーブを達成[54]。
- 7月18日 - 日本ハムは東京都内のホテルでアリゾナ・ダイヤモンドバックスとの業務提携の調印式を行う[55]。
- 7月21日 - ロッテの小林雅英が東京ドームでの対日本ハム14回戦で18セーブ目を挙げ、パ・リーグ新記録の13試合連続セーブを達成[56]。
- 7月27日 - 横浜のボイ・ロドリゲスが函館での対広島15回戦にてサイクル安打を達成、通算52人目、史上56度目[57]。
- 7月28日
  - 横浜の鈴木尚典が函館での対広島16回戦に出場し、プロ通算1000試合出場を達成[58]。
  - ロッテの初芝清が西武ドームでの対西武17回戦の一回表に二塁打を打ち、プロ通算300二塁打を達成[59]。
- 7月29日 - オリックスの山口和男がグリーンスタジアム神戸での対ダイエー15回戦に登板し、プロ野球最速記録タイの158km/hをマーク[60]。

### 8月
- 8月1日 - 東京ドームでの巨人対中日20回戦で中日の川上憲伸が先発し、ノーヒットノーランを達成[61]。中日の谷繁元信がプロ通算1500試合出場を達成[62]。
- 8月13日
  - 巨人の桑田真澄が東京ドームでの対ヤクルト20回戦に先発し3回を投げ、プロ通算2500投球回を達成[63]。
  - 近鉄のタフィー・ローズがグリーンスタジアム神戸での対オリックス20回戦の八回表に左前安打を打ち、プロ野球通算1000本安打を達成[64]。
- 8月18日 - 近鉄の中村紀洋が西武ドームでの対西武21回戦の一回表に27号2点本塁打を打ち、プロ通算250号本塁打を達成[65]。
- 8月22日 - 横浜の石井琢朗が対巨人戦（東京ドーム）で日本プロ野球通算1500安打[66]
- 8月23日 - 元ヤクルト監督の武上四郎が午前9時20分、肝細胞がんのため都内の病院にて死去。61歳[67]。
- 8月26日
  - ダイエーの秋山幸二が今季限りの現役引退を表明[68]。
  - 西武の西口文也が西武ドームでの対ロッテ21回戦に先発し9回2死まで1与四球の無安打無得点に抑えていたが、小坂誠に安打を打たれ、ノーヒット・ノーランを逃す。9回2死で逃したのはパ・リーグ史上8人目[69]。
- 8月30日 - 広島の緒方孝市がナゴヤドームでの対中日22回戦の八回表に18号本塁打を打ち、プロ通算150号本塁打を達成[70]。

### 9月
- 9月2日
  - 横浜の石井浩郎が横浜市の球団事務所にて記者会見し、今季限りでの現役引退を正式に表明[71]。
  - 日本ハムは東京・六本木の球団事務所にて記者会見し、オーナーの大社義規が辞任し球団社長の小嶋武士が代行と務めると発表[72]。
- 9月3日
  - ロッテの小林雅英が大阪ドームでの対近鉄22回戦に9回裏から登板して今季27セーブ目を挙げ、プロ野球新記録となる23試合連続セーブポイント[73]。
  - 中日の山本昌が静岡での対横浜21回戦に先発し今季6勝目を挙げ、プロ通算150勝を達成[74]。
- 9月4日 - 広島の佐々岡真司が広島市民球場での対阪神23回戦の8回表に片岡篤史からこの試合4つ目の三振を奪い、プロ通算1500奪三振を達成[75]。
- 9月7日 - 日本ハムの田中幸雄が千葉マリンスタジアムでの対ロッテ21回戦の2回表に二塁打を打ち、プロ通算3000塁打を達成[76]。
- 9月9日 - 阪神の星野伸之が西宮市の球団事務所にて記者会見し、今季限りでの現役引退を正式に表明[77]。
- 9月11日 - 近鉄の吉岡雄二が東京ドームでの対日本ハム24回戦の9回表に23号本塁打を打ち、プロ通算100号を達成[78]。
- 9月19日 - 横浜の野村弘樹が今季限りで現役引退すると正式に表明[79]。
- 9月21日
  - 西武は千葉マリンスタジアムでの午後2時からの対ロッテ25回戦に0-4で敗れるも、2位のダイエーが東京ドームでの午後6時からのの対日本ハム25回戦に延長12回1-1で引き分けたため、西武の4年ぶり19回目のパ・リーグ優勝達成[80]。
  - 中日の井端弘和がナゴヤドームでの対横浜25回戦でサイクル安打を達成[81]。
- 9月24日 - 2位ヤクルトがナゴヤドームでの対中日26回戦に4-9で敗れたため、巨人が2年ぶり30度目のセ・リーグ優勝を達成[82][83]。
- 9月26日 - 横浜は監督の森祇晶を解任すると発表[84]。
- 9月28日
  - ロッテの平井光親が千葉マリンスタジアムにて記者会見し、今季限りで現役引退すると正式に発表[85]。
  - 近鉄は古久保健二が今季限りで現役引退すると発表[86]。

### 10月
- 10月1日 - ヤクルトの池山隆寛が今季限りで現役引退すると表明[87]。
- 10月6日 - 西武の豊田清が東京ドームでの対日本ハム28回戦でパ・リーグのシーズン最多セーブの新記録となる今季36セーブ目を挙げる[88]。西武の松井稼頭央が1000試合連続出場を達成[89]。
- 10月9日 - 西武の西口文也がグリーンスタジアム神戸での対オリックス27回戦に先発し今季15勝目を挙げ、プロ通算100勝を達成[90]。
- 10月15日 - 横浜はヘッドコーチの黒江透修を横浜市内の球団事務所に呼び、今季限りで解任すると通告[91]。
- 10月16日 - 中日の大豊泰昭が名古屋市の球団事務所にて記者会見し、今季限りで現役引退すると正式に発表[92]。
- 10月17日 - 横浜は横浜市のホテルにて記者会見し、野球評論家で球団OBの山下大輔が監督に就任すると正式に発表[93]。
- 10月18日 - 日本ハムは臨時取締役会を開き、球団社長兼オーナー代行の小嶋武士が社長を辞任し、後任に日本ハム本社監査役の今村純二が就任する人事を承認[94]。
- 10月28日 - 沢村賞の選考が都内のホテルで開かれ、巨人の上原浩治を選出[95]。
- 10月30日 - 日本シリーズの第4戦が西武ドームで行われ、巨人が6対2で西武に勝利し巨人がストレート4連勝(4タテ)で通算20度目の日本一。ストレート4連勝(4タテ)は巨人としては球団史上初で、シリーズとしては1990年の西武以来、12年ぶり。西武の日本シリーズでの5連続敗退は阪急と並ぶ当時のワーストタイ記録[96]
- 10月31日 - 西武は一軍打撃コーチの金森栄治に対し解任を通告[97]。

### 11月
- 11月1日
  - 巨人の松井秀喜がFAを行使してメジャーリーグに移籍する意向を正式に表明[98]。
  - 2002年度の最優秀選手、最優秀新人、ベストナインを選ぶプロ野球担当記者の投票の開票が行われ、最優秀選手にセ・リーグは巨人の松井秀喜、パ・リーグはアレックス・カブレラ、最優秀新人にセはヤクルトの石川雅規、パは日本ハムの正田樹を選出[99]。
- 11月5日
  - 正力松太郎賞の選考が東京都内のホテルで行われ、巨人の監督の原辰徳を選出[100]。
  - 近鉄の中村紀洋が大阪市内のホテルで記者会見し、FA宣言[101]。
  - 日本ハムは東京都内で記者会見し新監督にテキサス・レンジャーズのマイナー統括部長のトレイ・ヒルマンが就任したと正式に発表[102]。
- 11月6日 - ヤクルトは東京都内のヤクルト本社に伊藤智仁を呼び、戦力外通告[103]。
- 11月7日 - 西武のデニー友利と横浜の前田和之の交換トレードが成立したと西武、横浜両球団が正式に発表[104]。
- 11月8日 - ダイエーの佐久本昌広と阪神の松田匡司の交換トレードが成立したとダイエー、阪神両球団が発表[105]。
- 11月12日
  - 阪神の坪井智哉と日本ハムの野口寿浩の交換トレードが成立したと阪神、日本ハム両球団が発表[106]。
  - ヤクルトは西武の鈴木健を金銭トレードで獲得したと正式に発表[107]。
- 11月14日 - 横浜はダイエーからFA宣言した若田部健一と横浜市内のホテルにて入団交渉を行い、3年契約、総額3億円（推定）、出来高払いの条件で合意し入団が決定[108]。
- 11月15日
  - 中日の波留敏夫とロッテの酒井忠晴の交換トレードが成立したと中日、ロッテ両球団が発表[109]。
  - 西武の垣内哲也とロッテの椎木匠の交換トレードが成立したと西武、ロッテ両球団が発表[110]。
- 11月16日 - 巨人とニューヨーク・ヤンキースが東京ドームホテルにて記者会見し、業務提携したと正式に発表[111]。
- 11月19日 - 巨人はヤクルトを退団したロベルト・ペタジーニの代理人とアメリカ・ニューヨークにて交渉し、入団することで合意[112]。
- 11月22日 - 阪神の山田勝彦・伊達昌司と日本ハムの下柳剛・中村豊の交換トレードが成立[113]。
- 11月25日 - 広島からFAの金本知憲が阪神へ入団表明
- 11月26日 - 西武の富岡久貴・中嶋聡と横浜の細見和史・石井義人の交換トレードが成立したと西武、横浜両球団が発表[114]。

### 12月
- 12月2日 - 長嶋茂雄前巨人監督が、アテネ五輪野球の日本代表監督に就任。
- 12月7日 - 前テキサス・レンジャーズの伊良部秀輝と前ロサンゼルス・ドジャースのジェフ・ウィリアムスの阪神入団が決定
- 12月19日 - 巨人からFA宣言していた松井秀喜がニューヨーク・ヤンキースと契約合意
- 12月21日 - 近鉄からFA宣言していた中村紀洋の近鉄残留が正式決定
- 12月29日 - ダイエーにブランドン・ナイトが入団

## 日韓W杯開催と野球への影響
2002年5月31日から6月30日にかけて2002 FIFAワールドカップ（日韓W杯）が開催された（W杯については該当記事参照）。
そのためプロ野球の試合日程が変則的（6月中）になっており、グループリーグのサッカー日本代表試合日である6月4日、9日、14日は休養日になっていた。
決勝トーナメント1回戦の日本vsトルコ戦が行われた6月18日は、中日対ヤクルトの1試合が行われた。
また、日韓W杯開催に伴い野球人気も高めようとのことから日本6大都市（札幌、東京、名古屋、大阪、広島、福岡）で開幕戦を行う企画を行ったため、翌2003年シーズンから開幕権は2年前の順位が反映されることになった（実質繰り越し）。前年度を踏襲して開幕戦が行われていた場合、上位からセは神宮（ヤクルト）、東京ドーム（巨人）、横浜（横浜）、パは大阪（近鉄）、福岡ドーム（ダイエー）、西武ドーム（西武）で行われていた。

## 新ストライクゾーン
2002年よりストライクゾーンが高めに広がった。セ・リーグ、パ・リーグ共に四死球が減少、三振数は増加。特に四死球の減少が顕著となった。得点も両リーグ減少し、防御率も良化。パ・リーグは全チームが防御率3点台を記録した。
ストライクゾーン変更は打者有利の現状や試合時間が長くなることへの反省から行われたものである。上記の通り投低打高化しており、また試合時間についても2002年の平均試合時間は両リーグとも昨年より短縮された。しかし翌年の2003年には見直される。

## 競技結果
| 順位 | 球団               | 勝 | 敗 | 分 | 勝率 | 差   |
| 1位  | 読売ジャイアンツ   | 86 | 52 | 2  | .623 | 優勝 |
| 2位  | ヤクルトスワローズ | 74 | 62 | 4  | .544 | 11.0 |
| 3位  | 中日ドラゴンズ     | 69 | 66 | 5  | .511 | 15.5 |
| 4位  | 阪神タイガース     | 66 | 70 | 4  | .485 | 19.0 |
| 5位  | 広島東洋カープ     | 64 | 72 | 4  | .471 | 21.0 |
| 6位  | 横浜ベイスターズ   | 49 | 86 | 5  | .363 | 35.5 |

| 順位 | 球団                       | 勝 | 敗 | 分 | 勝率 | 差   |
| 1位  | 西武ライオンズ             | 90 | 49 | 1  | .647 | 優勝 |
| 2位  | 大阪近鉄バファローズ       | 73 | 65 | 2  | .529 | 16.5 |
| 2位  | 福岡ダイエーホークス       | 73 | 65 | 2  | .529 | 16.5 |
| 4位  | 千葉ロッテマリーンズ       | 67 | 72 | 1  | .482 | 23.0 |
| 5位  | 日本ハムファイターズ       | 61 | 76 | 3  | .445 | 28.0 |
| 6位  | オリックス・ブルーウェーブ | 50 | 87 | 3  | .365 | 39.0 |

| 日付                                    | 試合   | ビジター球団（先攻） | スコア | ホーム球団（後攻） | 開催球場   |
| --------------------------------------- | ------ | -------------------- | ------ | ------------------ | ---------- |
| 10月26日（土）                          | 第1戦  | 西武ライオンズ       | 1 - 4  | 読売ジャイアンツ   | 東京ドーム |
| 10月27日（日）                          | 第2戦  | 西武ライオンズ       | 4 - 9  | 読売ジャイアンツ   | 東京ドーム |
| 10月28日（月）                          | 移動日 | 移動日               | 移動日 | 移動日             | 移動日     |
| 10月29日（火）                          | 第3戦  | 読売ジャイアンツ     | 10 - 2 | 西武ライオンズ     | 西武ドーム |
| 10月30日（水）                          | 第4戦  | 読売ジャイアンツ     | 6 - 2  | 西武ライオンズ     | 西武ドーム |
| 優勝：読売ジャイアンツ（2年ぶり20回目） |        |                      |        |                    |            |

## 個人タイトル
|                  | セントラル・リーグ | セントラル・リーグ | セントラル・リーグ | パシフィック・リーグ | パシフィック・リーグ | パシフィック・リーグ |
| タイトル         | 選手               | 球団               | 成績               | 選手                 | 球団                 | 成績                 |
| ---------------- | ------------------ | ------------------ | ------------------ | -------------------- | -------------------- | -------------------- |
| 最優秀選手       | 松井秀喜           | 巨人               |                    | A.カブレラ           | 西武                 |                      |
| 最優秀新人       | 石川雅規           | ヤクルト           |                    | 正田樹               | 日本ハム             |                      |
| 首位打者         | 福留孝介           | 中日               | .343               | 小笠原道大           | 日本ハム             | .340                 |
| 本塁打王         | 松井秀喜           | 巨人               | 50本               | A.カブレラ           | 西武                 | 55本                 |
| 打点王           | 松井秀喜           | 巨人               | 107点              | T.ローズ             | 近鉄                 | 117点                |
| 最多安打         | 清水隆行           | 巨人               | 191本              | 松井稼頭央           | 西武                 | 193本                |
| 盗塁王           | 赤星憲広           | 阪神               | 26個               | 谷佳知               | オリックス           | 41個                 |
| 最高出塁率       | 松井秀喜           | 巨人               | .461               | A.カブレラ           | 西武                 | .467                 |
| 最優秀防御率     | 桑田真澄           | 巨人               | 2.22               | 金田政彦             | オリックス           | 2.50                 |
| 最多勝利         | 上原浩治           | 巨人               | 17勝               | J.パウエル           | 近鉄                 | 17勝                 |
| 最多勝利         | K.ホッジス         | ヤクルト           | 17勝               | J.パウエル           | 近鉄                 | 17勝                 |
| 最多奪三振       | 井川慶             | 阪神               | 206                | J.パウエル           | 近鉄                 | 182                  |
| 最高勝率         | 上原浩治           | 巨人               | .773               | J.パウエル           | 近鉄                 | .630                 |
| 最多セーブ投手   | E.ギャラード       | 中日               | 35S                | 豊田清               | 西武                 | 44S                  |
| 最優秀中継ぎ投手 | 石井弘寿           | ヤクルト           | 35.5RP             | 森慎二               | 西武                 | 32H                  |